# Argyle Park
Gli Argyle Park sono una christian metal / industrial metal band fondata nel 1994 e attiva fino al 1996. Successivamente, hanno cambiato nome in AP2, per il periodo che va dal 1998 fino allo scioglimento avvenuto nel 2000.
La band ha pubblicato il suo primo album nel marzo 1995 per la R.E.X. Records, chiamandolo Misguided. L'album mischia molti elementi diversi fra loro, come la techno, assoli di chitarra e altre particolarità della musica metal. Nell'estate dello stesso anno, il gruppo si esibisce nel primo ed unico concerto della propria carriera, al Cornerstone Festival di Bushnell (Illinois). Nel 1996 gli Argyle Park fanno una comparsa nell'album tributo ai Stryper ("Sweet Family Music: A Tribute to Stryper") con la traccia "Lonely". L'anno successivo la band conclude la carriera.
Dal 1998 però, il gruppo "rinasce" sotto il nome AP2 (Argile Park 2), e pubblica un unico album Suspension of Disbelie, nel 2000, anno anche del secondo e ormai definitivo scioglimento.

## Discografia
- 1995 - Misguided
- 2000 - Suspension of Disbelie (pubblicato sotto il nome AP2)